# Kakekomi
Pour plus de détails, voir Fiche technique et Distribution.
Kakekomi (駆込み女と駆出し男, Kakekomi onna to kakedashi otoko) est un film japonais réalisé par Masato Harada, sorti en 2015.
C'est l'adaptation du roman Tokeiji Hanadayori de Hisashi Inoue.
Il remporte le Soleil d'or au Festival du cinéma japonais contemporain Kinotayo 2015.

## Fiche technique
- Titre original : 駆込み女と駆出し男 (Kakekomi onna to kakedashi otoko?)
- Titre français : Kakekomi[2]
- Réalisation : Masato Harada
- Scénario : Masato Harada d'après Hisashi Inoue
- Pays d'origine : Japon
- Format : Couleurs - 35 mm - 2,35:1
- Genre : comédie dramatique
- Durée : 143 minutes
- Date de sortie :
  -  Japon : 16 mai 2015

## Distribution
- Yo Oizumi : Shinjirō Nakamura
- Erika Toda : Jogo
- Hikari Mitsushima : Ogin
- Rina Uchiyama : Yū Togasaki
- Hana Hizuki : Hōshūni
- Midoriko Kimura : Okatsu
- Katsumi Kiba : Rihei

## Récompenses et distinctions
- 2015 : Soleil d'or au Festival du cinéma japonais contemporain Kinotayo 2015[1].